# Тајгер Вудс
Елдрик Тонт „Тајгер“ Вудс (енгл. Eldrick Tont "Tiger" Woods; Сајпрес, 30. децембар 1975) је професионални амерички голф играч , који је рекордер по броју недеља на првом месту ранг листе голфера. Рођен је као Елдрик Тонт Вудс, а још као дечак је добио надимак Тајгер, што значи тигар. Пошто су га сви ословљавали по надимку и званично је променио име у Тајгер Вудс.
Син аматерског играча голфа, са две године је почео да игра голф са оцем. Са три године се појавио на телевизији како би одиграо партију голфа са глумцем Бобом Хоупом. У осмој години освојио је светско јуниорско првенство, а са 18 је постао и најмлађи освајач аматерског првенства Сједињених Америчких Држава. И у сениорској, као и у јуниорској конкуренцији, бележио је одличне резултате. У каријери је освојио 14 трофеја на великим турнирима, што је други најбољи резултат свих времена. Прво место држи Џек Никлаус са 18 освојених трофеја. ПГА турнире је освајао 71 пут, а само двојица играча су то урадила више пута од њега. Вудс је најмлађи голфер који је освојио Гренд слем, што је укупно учинио три пута. Исто толико пута је Гренд слем освајао и Никлаус. Највише недеља је провео на првом месту светске ранг листе, а и највише пута (десет) проглашаван је од Светске голф асоцијације за играча године.
Вудс је 11. децембра 2009. објавио да се повлачи из професионалног голфа, пошто је његов приватни живот дошао у жижу интересовања медија. Претходно је више жена путем медија изјавило да је било у емотивној вези са њим. Касније је и сам признао да је више пута преварио своју супругу Елин Нордегрен, са којом је био у браку од 2004. Након паузе од 20 недеља, 8. априла 2010. наступом на Мастерсу вратио се активном игрању голфа.
Магазин Форбс је у јулу 2010. објавио да је најплаћенији спортиста са зарадом од 105 милиона америчких долара годишње. Прво место на светској ранг листи најбољих голф играча је изгубио 31. октобра 2010. кад га је претекао Ли Вествуд.

## Достигнућа у каријери

### Светско првенство у голфу

#### Хронологија резултата
Резултати нису хронолошким редом пре 2015.
| Турнир          | 1999 | 2000 | 2001 | 2002 | 2003 | 2004 | 2005 | 2006 | 2007 | 2008 | 2009 | 2010 | 2011 | 2012 | 2013 | 2014 | 2015 | 2016 | 2017 | 2018 | 2019 |
| --------------- | ---- | ---- | ---- | ---- | ---- | ---- | ---- | ---- | ---- | ---- | ---- | ---- | ---- | ---- | ---- | ---- | ---- | ---- | ---- | ---- | ---- |
| Шампионат       | 1    | T5   | NT1  | 1    | 1    | 9    | 1    | 1    | 1    | 5    | T9   |      | T10  | WD   | 1    | T25  |      |      |      |      | T10  |
| Одиграни мечеви | QF   | 2    |      | R64  | 1    | 1    | R32  | R16  | R16  | 1    | R32  |      | R64  | R32  | R64  |      |      |      |      |      | QF   |
| По позиву       | 1    | 1    | 1    | 4    | T4   | T2   | 1    | 1    | 1    |      | 1    | T78  | T37  | T8   | 1    | WD   |      |      |      | T31  |      |
| Шампиони        |      |      |      |      |      |      |      |      |      |      | T6   | T6   |      |      |      |      |      |      |      |      |      |

1Otkazano zbog 9/11

QF, R16, R32, R64 = Коло у којем је играч изгубио у мечу

WD = повукао се 

NT = Није било турнира

"T" = ветаби

Имајте на уму да HSBC шампионати нису постали WGC догађаји све до 2009.

### Резиме PGA каријере турнеје
| Сезона   | Стартови | Прекиди | Победе (главне) | 2. | 3. | Првих 10 | Првих 25 | Зарада ($)  | Новчана ранг листа |
| -------- | -------- | ------- | --------------- | -- | -- | -------- | -------- | ----------- | ------------------ |
| 1992     | 1        | 0       | 0               | 0  | 0  | 0        | 0        | –           | –                  |
| 1993     | 3        | 0       | 0               | 0  | 0  | 0        | 0        | –           | –                  |
| 1994     | 3        | 0       | 0               | 0  | 0  | 0        | 0        | –           | –                  |
| 1995     | 4        | 3       | 0               | 0  | 0  | 0        | 0        | –           | –                  |
| 1996     | 11       | 10      | 2               | 0  | 2  | 5        | 8        | 790,594     | 24                 |
| 1997     | 21       | 20      | 4 (1)           | 1  | 1  | 9        | 14       | 2,066,833   | 1                  |
| 1998     | 20       | 19      | 1               | 2  | 2  | 13       | 17       | 1,841,117   | 4                  |
| 1999     | 21       | 21      | 8 (1)           | 1  | 2  | 16       | 18       | 6,616,585   | 1                  |
| 2000     | 20       | 20      | 9 (3)           | 4  | 1  | 17       | 20       | 9,188,321   | 1                  |
| 2001     | 19       | 19      | 5 (1)           | 0  | 1  | 9        | 18       | 5,687,777   | 1                  |
| 2002     | 18       | 18      | 5 (2)           | 2  | 2  | 13       | 16       | 6,912,625   | 1                  |
| 2003     | 18       | 18      | 5               | 2  | 0  | 12       | 16       | 6,673,413   | 2                  |
| 2004     | 19       | 19      | 1               | 3  | 3  | 14       | 18       | 5,365,472   | 4                  |
| 2005     | 21       | 19      | 6 (2)           | 4  | 2  | 13       | 17       | 10,628,024  | 1                  |
| 2006     | 15       | 14      | 8 (2)           | 1  | 1  | 11       | 13       | 9,941,563   | 1                  |
| 2007     | 16       | 16      | 7 (1)           | 3  | 0  | 12       | 15       | 10,867,052  | 1                  |
| 2008     | 6        | 6       | 4 (1)           | 1  | 0  | 6        | 6        | 5,775,000   | 2                  |
| 2009     | 17       | 16      | 6               | 3  | 0  | 14       | 16       | 10,508,163  | 1                  |
| 2010     | 12       | 11      | 0               | 0  | 0  | 2        | 7        | 1,294,765   | 68                 |
| 2011     | 9        | 7       | 0               | 0  | 0  | 2        | 3        | 660,238     | 128                |
| 2012     | 19       | 17      | 3               | 1  | 2  | 9        | 13       | 6,133,158   | 2                  |
| 2013     | 16       | 16      | 5               | 1  | 0  | 8        | 10       | 8,553,439   | 1                  |
| 2013–14  | 7        | 5       | 0               | 0  | 0  | 0        | 1        | 108,275     | 201                |
| 2014–15  | 11       | 6       | 0               | 0  | 0  | 1        | 3        | 448,598     | 162                |
| 2015–16  | 0        | 0       | 0               | 0  | 0  | 0        | 0        | 0           | n/a                |
| 2016–17  | 1        | 0       | 0               | 0  | 0  | 0        | 0        | 0           | n/a                |
| 2017–18  | 18       | 16      | 1               | 2  | 0  | 7        | 12       | 5,443,841   | 7                  |
| 2018–19  | 12       | 9       | 1 (1)           | 0  | 0  | 4        | 7        | 3,199,615   | 24                 |
| 2019–20  | 7        | 7       | 1               | 0  | 0  | 2        | 2        | 2,083,038   | 38                 |
| 2020–21  | 3        | 2       | 0               | 0  | 0  | 0        | 0        | 64,200      | 223                |
| 2021–22* | 3        | 2       | 0               | 0  | 0  | 0        | 0        | 43,500      | 225                |
| Career*  | 369      | 335     | 82 (15)         | 31 | 19 | 199      | 270      | 120,895,206 | 1                  |

*Према подацима од 18. јула 2022